# Drapetis cerina
Drapetis cerina är en tvåvingeart som beskrevs av Rogers 1989. Drapetis cerina ingår i släktet Drapetis och familjen puckeldansflugor.
Artens utbredningsområde är New Mexico. Inga underarter finns listade i Catalogue of Life.